# Condado de Nevada (Arkansas)
O Condado de Nevada é um dos 75 condados do estado americano do Arkansas. A sede do condado é Prescott.
O condado possui uma área de 1 608 km² (dos quais 3 km² estão cobertos por água), uma população de 9 955 habitantes, e uma densidade populacional de 6 hab/km² (segundo o censo nacional de 2000).
O condado foi criado em 20 de março de 1871.